# Стапар (Ваљево)
Стапар је насељено место града Ваљева у Колубарском округу. Према попису из 2022. било је 117 становника.

## Демографија
У насељу Стапар живи 193 пунолетна становника, а просечна старост становништва износи 47,4 година (46,3 код мушкараца и 48,5 код жена). У насељу има 62 домаћинства, а просечан број чланова по домаћинству је 3,60.
Ово насеље је великим делом насељено Србима (према попису из 2002. године), а у последња три пописа, примећен је пад у броју становника.
|  |

| Демографија | Демографија | Демографија |
| Година      | Становника  | Становника  |
| ----------- | ----------- | ----------- |
| 1948.       | 410         |             |
| 1953.       | 393         |             |
| 1961.       | 342         |             |
| 1971.       | 348         |             |
| 1981.       | 296         |             |
| 1991.       | 257         | 257         |
| 2002.       | 223         | 224         |

| Етнички састав према попису из 2002.‍ | Етнички састав према попису из 2002.‍ | Етнички састав према попису из 2002.‍ | Етнички састав према попису из 2002.‍ | Етнички састав према попису из 2002.‍ |
| ------------------------------------ | ------------------------------------ | ------------------------------------ | ------------------------------------ | ------------------------------------ |
|                                      |                                      |                                      |                                      |                                      |
| Срби                                 | Срби                                 |                                      | 222                                  | 99,55%                               |
| непознато                            | непознато                            |                                      | 1                                    | 0,44%                                |

| Година пописа     | 1948. | 1953. | 1961. | 1971. | 1981. | 1991. | 2002. |
| ----------------- | ----- | ----- | ----- | ----- | ----- | ----- | ----- |
| Број домаћинстава | 59    | 64    | 67    | 65    | 65    | 65    | 62    |

| Број чланова      | 1 | 2  | 3 | 4 | 5  | 6  | 7 | 8 | 9 | 10 и више | Просек |
| ----------------- | - | -- | - | - | -- | -- | - | - | - | --------- | ------ |
| Број домаћинстава | 9 | 16 | 9 | 4 | 10 | 11 | 2 | 0 | 1 | 0         | 3,60   |

| Пол    | Укупно | Неожењен/Неудата | Ожењен/Удата | Удовац/Удовица | Разведен/Разведена | Непознато |
| ------ | ------ | ---------------- | ------------ | -------------- | ------------------ | --------- |
| Мушки  | 99     | 19               | 68           | 9              | 2                  | 1         |
| Женски | 98     | 10               | 69           | 19             | 0                  | 0         |
| УКУПНО | 197    | 29               | 137          | 28             | 2                  | 1         |

| Пол    | Укупно                    | Пољопривреда, лов и шумарство | Рибарство                            | Вађење руде и камена | Прерађивачка индустрија       |
| ------ | ------------------------- | ----------------------------- | ------------------------------------ | -------------------- | ----------------------------- |
| Мушки  | 66                        | 53                            | 0                                    | 0                    | 6                             |
| Женски | 57                        | 45                            | 0                                    | 0                    | 7                             |
| УКУПНО | 123                       | 98                            | 0                                    | 0                    | 13                            |
| Пол    | Производња и снабдевање   | Грађевинарство                | Трговина                             | Хотели и ресторани   | Саобраћај, складиштење и везе |
| Мушки  | 0                         | 0                             | 2                                    | 0                    | 3                             |
| Женски | 0                         | 0                             | 1                                    | 0                    | 0                             |
| УКУПНО | 0                         | 0                             | 3                                    | 0                    | 3                             |
| Пол    | Финансијско посредовање   | Некретнине                    | Државна управа и одбрана             | Образовање           | Здравствени и социјални рад   |
| Мушки  | 0                         | 1                             | 0                                    | 0                    | 0                             |
| Женски | 0                         | 0                             | 0                                    | 1                    | 0                             |
| УКУПНО | 0                         | 1                             | 0                                    | 1                    | 0                             |
| Пол    | Остале услужне активности | Приватна домаћинства          | Екстериторијалне организације и тела | Непознато            | Непознато                     |
| Мушки  | 0                         | 0                             | 0                                    | 1                    | 1                             |
| Женски | 0                         | 0                             | 0                                    | 3                    | 3                             |
| УКУПНО | 0                         | 0                             | 0                                    | 4                    | 4                             |

## Галерија
- село Стапар - панорама
- село Стапар - панорама
- село Стапар - панорама
- село Стапар - панорама
- село Стапар - панорама
- село Стапар - панорама